# L'Odyssée d'Alice Tremblay
 (août 2023).
Si vous disposez d'ouvrages ou d'articles de référence ou si vous connaissez des sites web de qualité traitant du thème abordé ici, merci de compléter l'article en donnant les références utiles à sa vérifiabilité et en les liant à la section « Notes et références ».
Pour plus de détails, voir Fiche technique et Distribution.
L'Odyssée d'Alice Tremblay est une comédie sentimentale québécoise réalisée par Denise Filiatrault, sortie en salles en 2002.

## Synopsis
Alice Tremblay, une mère célibataire, participe en rêve et malgré elle, à un conte de fées. C'est ainsi qu'elle revisite différents contes qu'elle lit régulièrement à sa fille. Elle fera des rencontres peu orthodoxes : un petit chaperon rouge et un loup portés sur le sexe, un prince charmant gauche qui ne pense qu'à conquérir les jeunes filles, une fée marraine étourdie et son pendant négatif, une fée Carabosse méchante (mais technologique !), une Blanche-Neige vieillissante avec ses sept amours, un Père Noël amoureux de la belle Shéhérazade, un roi macho marié à une reine féministe ainsi que plusieurs autres.
C'est cependant un prince charmant en devenir, Ludovic, qui arrivera le plus à impressionner Alice.

## Fiche technique
- Réalisation : Denise Filiatrault
- Scénario : Sylvie Lussier et Pierre Poirier
- Musique : François Dompierre
- Production : Denise Robert et Daniel Louis
- Sociétés de production : Cinémaginaire et Film Fabuleux Inc.
- Studio de distribution : Alliance Atlantis Vivafilm
- Pays :  Québec
- Langue : français
- Genre : Comédie sentimentale
- Durée : 102 minutes (1h42)
- Classification : G

## Distribution
- Sophie Lorain : Alice Tremblay
- Emilie Carrier : Émilie, la fille d'Alice
- Martin Drainville : Ludovic/Louis, le blind date d'Alice
- Pierrette Robitaille : Fée Carabosse/Fée marraine/Madame Bossy
- Marc Labrèche : Le grand méchant loup
- Marc Béland : Guillaume, le contremaître d'Alice/Prince Guillaume
- Mitsou Gélinas : Le Petit Chaperon rouge/l'éducatrice d'Émilie
- Louise Portal : Blanche-Neige
- Jacques Languirand : Père Noël
- France D'Amour : Chanteuse au bal du prince Guillaume
- Pierre Lebeau : Le roi
- Denise Bombardier : La reine
- Danielle Ouimet : La grand-mère
- Myriam Poirier : Audrey, l'amie et collègue d'Alice/Aurore
- Gordon Masten : Gollock
- Denys Paris : Le Chef des Pâtissier
- Jacques Chevalier et Michel Barrette : des fous du Roi
- Liliana Komorowska : Shéhérazade
- Jean-René Dufort : l'homme au chameau
- Pascale Desrochers : Cendrillon/Sandrine, une autre collègue d'Alice